# 岩手県交通胆江営業所
岩手県交通胆江営業所（いわてけんこうつうたんこうえいぎょうしょ）は、岩手県奥州市江刺にあり、主に水沢地区と江刺地区の路線を管轄する岩手県交通の営業所である。
ヤマトオートワークス胆江整備工場も併設している。

## 所在地
岩手県奥州市江刺愛宕前広田310番地

## 沿革
- 2024年（令和6年）12月2日 管内の路線でIwate Green Passが利用可能になる[2]
- 2025年（令和7年）4月1日 胆沢水沢線が廃止[3]。

## 所管路線

### 水沢前沢線
- 水沢駅前 - 水沢病院前 - 胆沢病院 - 折居 - 母体口 - 七日町 - イオン前沢店
  - イオン前沢店前 - 一関駅前は一関営業所の管轄である。

### 水岩線
- 胆沢病院 - 水沢高校前 - 水沢駅前 - 水沢駅通り - 水沢病院前 - 水沢工業高校前 - 下川原 - 江刺バスセンター
- 胆沢病院 - 水沢高校前 - 水沢駅前 - 水沢駅通り - 水沢病院前 - 水沢工業高校前 - 下川原 - 岩谷堂高校前 - 江刺バスセンター

### 水沢江刺駅線
- 平日 : 胆沢病院 - 奥州市役所前 - 水沢駅通り - 水沢駅前 - 太日通り - 競馬場入口 - 水沢江刺駅 - 江刺ふるさと市場前 - 桜木団地 - 江刺バスセンター
- 土・日・祝日 : 水沢駅通り - 水沢駅前 - 太日通り - 競馬場入口 - 水沢江刺駅

### 黒石線・生母線
- 胆沢病院 - 奥州市役所前 - 水沢駅通り - 水沢駅前 - 姉体 - 黒石 - 二渡 - 生母
- 胆沢病院 - 奥州市役所前 - 水沢駅通り - 水沢駅前 - 姉体 - 黒石
  - 平日のみ運行

### 美希病院線
- 水沢駅東口 - 真城 - 折居 - 美希病院
- 前沢駅口 - 母体口 - 美希病院
  - 月曜日運休

### 美山病院線
- 水沢駅東口 - 競馬場入口 - 水沢江刺駅 - 羽黒堂 - ふれあいの丘公園 - 美山病院
  - 日・祝日運休

## 受託運行路線
- 奥州市営バス
- 奥州市コミュニティバス（Zバス）

詳細は当該記事を参照。

## 廃止路線

### 北股線
- 水沢車庫 - 水沢駅通り - 胆沢病院 - 前沢七日町 - 瀬原 - 古戸 - 国見平温泉 - 衣川大平
  - 2009年9月30日を以て廃止。
  - 10月より奥州市衣川バス北股線『星空号・北（ホク）ちゃん』（早池峰バス江刺営業所委託）として、前沢ジャスコ - 瀬原 - 衣川大平で運行。
  - その後、早池峰バスの受託区間は古戸（古都の遊色）までに短縮され、末端区間は衣川タクシーに受託者変更された。

### 水沢区循環線
- 水沢駅前 - 奥州市役所前 - カルチャーパークあてるい前 - 太日通り - 水沢駅前
  - 2009年8月1日 - 2010年7月31日の間の土曜・日曜・休日のみの試験運行。

### 大平線
- 胆沢病院 - 奥州市役所前 - 水沢駅通り - 水沢駅前 - 姉体 - 黒石 - 大平

### 中野線
- 胆沢病院 - 奥州市役所前 - 水沢駅通り - 水沢駅前 - 太日通り（信金前） - 下中野 - 川岸場 - 生母

### 岩黒線（北上営業所と共管）
- 江刺バスセンター - 江刺病院前 - 広岡 - 下門岡 - 展勝地 - 北上駅前
  - 2016年10月1日より土・日・休日が運休となり[4]、2018年3月31日限りで廃止[5]。

### 奥州市 街なか循環バス
奥州市水沢の中心市街地の往来を活発化させ、活気ある街作りを進めるために、奥州市が県交通に委託して運行する。平日のみ運行。
- 水沢病院行
  - 胆沢病院 → 水沢公園西口 → 中央通り三丁目 → 水沢駅通り → メイプル前（水沢病院行専用） → 立町角 → 水沢病院（専用）
- 胆沢病院行
  - 水沢病院（専用） → 立町角 → メイプル前（胆沢病院行専用） → 横町 → 水沢公園西口 → 胆沢病院

2018年9月30日を以て廃止。

### 馬留線
- 水沢駅前 - 水沢駅通り - 水沢観光物産センター前 - 匠田  - まごころ病院 - 愛宕 - ひめかゆスキー場前
  - 平日のみ運行
  - 2021年3月31日を以て廃止。胆沢水沢線として同年4月1日より運行。

### 広岡線
- 水沢駅前 - 水沢駅通り - 上広岡 - 胆沢総合支所前 - 大畑平
  - 平日のみ運行
  - 2021年3月31日を以て廃止。胆沢水沢線として同年4月1日より運行。

### 小山線
- 水沢駅通り - 水沢駅前 - 福原 - 胆沢病院 - 水沢農業高校前 - 高橋 - 二ノ台
  - 2013年4月1日より平日のみ運行となった[7]。
  - 2021年3月31日を以て廃止。胆沢水沢線として同年4月1日より運行。

### 正法寺線
- 平日 : 胆沢病院 - 奥州市役所前 - 水沢駅通り - 水沢駅前 - 姉体 - 黒石 - 黒石寺前 - 正法寺
- 土・日・祝日 : 水沢駅通り - 水沢駅前 - 姉体 - 黒石 - 黒石寺前 - 正法寺

### 水沢金ケ崎線
- 胆沢病院 - 水沢高校前 - 水沢駅前 - 水沢駅通り - 奥州市役所前 - 八幡神社前 - 金ヶ崎本町 - 金ヶ崎高校前 - 県南運転免許センター
  - 金ケ崎町役場 - 運転免許センター入口 - 北上駅前は北上営業所の管轄であった。
  - 2024年3月31日を以ていずれも廃止されている[8]。

### 胆沢水沢線
- 北回り(南都田経由) : まごころ病院 - 供養塚 - 石田温泉前 - 匠田 - 水沢駅通り - 水沢駅前 - 胆沢病院 - まごころ病院
- 南回り(小山経由) : まごころ病院 - 見分森入口 - 水沢農業高校前 - 胆沢総合支所 - まごころ病院
  - 2021年4月1日運行開始。馬留線と広岡線を再編して新設。
  - 2025年4月1日廃止[3]
  - 平日のみ運行。

### 高速バス
- 水沢・金ケ崎・北上 - 仙台線
  - 水沢駅通り - 免許センター入口 - 北上駅前 - （東北自動車道） - 広瀬通一番町 - 仙台駅東口
  - 2023年5月1日運行開始[9]。
  - 2023年11月5日の運行をもって廃止[10]。
- 江刺 - 仙台線
  - 2024年3月31日を以て廃止[8]。